# WWE Day 1 (2024)
WWE Day 1 (2024) (promowane jako Raw: Day 1) – druga gala wrestlingu w chronologii cyklu Day 1 wyprodukowana przez federację WWE dla zawodników z brandu Raw. Odbyła się 1 stycznia 2024 w Pechanga Arena w San Diego w Kalifornii. Emisja była przeprowadzana na żywo za pośrednictwem USA Network. Gala była częścią tygodniowego programu WWE obejmującego programy o tematyce noworocznej zwane New Year’s Knockout Week.
Na gali odbyło się sześć walk. W walce wieczoru, Seth „Freakin” Rollins pokonał Drew McIntyre’a broniąc World Heavyweight Championship. W innych ważnych walkach, Rhea Ripley pokonała Ivy Nile broniąc Women’s World Championship oraz w pierwszej walce w karcie, Nia Jax pokonała Becky Lynch. Na gali pojawił się także niespodziewanie The Rock, który był jego pierwszym występem na żywo na Raw od 25 stycznia 2016 roku.

## Produkcja

### Tło
1 stycznia 2022 roku amerykańska promocja wrestlingu WWE zorganizowała noworoczne wydarzenie w trybie pay-per-view i transmisji na żywo zatytułowane Day 1. Drugie wydarzenie zaplanowano na 1 stycznia 2023 roku, ale zostało odwołane z powodu konfliktu w harmonogramie z partnerem zajmującym się streamingiem Peacockiem. Podczas odcinka Monday Night Raw z 11 grudnia 2023 roku ogłoszono, że nazwa Day 1 została przywrócona na potrzeby specjalnego odcinka Raw, emitowanego 1 stycznia 2024 roku na USA Network. Program telewizyjny był transmitowany na żywo z Pechanga Arena w San Diego w Kalifornii. Program zainaugurował tygodniowe programy WWE o tematyce noworocznej, zwane New Year’s Knockout Week, które obejmowały NXT: New Year’s Evil i SmackDown: New Year’s Revolution.

### Rywalizacje
Day 1 oferowało walki profesjonalnego wrestlingu z udziałem wrestlerów należących do brandu Raw. Wyreżyserowane rywalizacje (storyline’y) były kreowane podczas cotygodniowych gal Raw. Wrestlerzy są przedstawieni jako heele (negatywni, źli zawodnicy i najczęściej wrogowie publiki) i face’owie (pozytywni, dobrzy i najczęściej ulubieńcy publiki), którzy rywalizują pomiędzy sobą w seriach walk mających budować napięcie. Kulminacją rywalizacji jest walka wrestlerska lub ich seria.

#### Pojedynek o World Heavyweight Championship
Na Crown Jewel, Seth „Freakin” Rollins pokonał Drew McIntyre’a i obronił World Heavyweight Championship. Na następnym odcinku Raw, McIntyre uścisnął dłoń Rollinsowi i oświadczył, że w przyszłości zasłuży na rewanż. 11 grudnia na odcinku Raw, Generalny Menadżer Raw Adam Pearce ogłosił, że Rollins zmierzy się z teraz nikczemnym McIntyre’em w rewanżu na Day 1.

#### Pojedynek o Women’s World Championship
4 grudnia na odcinku Raw, Ivy Nile obiecała zneutralizować Women’s World Championkę Rheę Ripley, jeśli spróbuje ingerować w imieniu swoich kolegów ze stajni Judgement Day, Undisputed WWE Tag Team Championów Finna Bálora i Damiana Priesta przeciwko kolegom ze stajni Nile Diamond Mine, Creed Brothers w walce o tytuł. W następnym tygodniu, po tym jak Ripley pokonała Maxxine Dupri w non-title matchu, Ripley i Nile spojrzały na siebie. W następnym tygodniu, Ripley obiecała dać przykład z Nile, zgadzając się postawić Women’s World Championship na szali przeciwko Nile na Day 1, a walka później została ogłoszona.

#### Becky Lynch vs. Nia Jax
27 listopada na odcinku Raw, Becky Lynch oświadczyła, że ma na horyzoncie kilka walk. W następnym tygodniu Nia Jax zapytała, czy brała udział w jednej z walk, co Lynch potwierdziła, odnosząc się do sytuacji, gdy Jax autentycznie złamał nos Lynch w 2018 roku. Przez następne dwa tygodnie, Lynch wydawała się gotowa zmierzyć się z Jax, ale Jax oświadczyła, że będzie walczyć z Lynch na własnych warunkach, ostatecznie zgadzając się na walkę z Lynch na Day 1.

#### Tegan Nox i Natalya vs. Shayna Baszler i Zoey Stark
18 grudnia na odcinku Raw, Natalya i Tegan Nox oraz Shayna Baszler i Zoey Stark zgodziły się na walkę, która miała się odbyć na Day 1.

#### Powrót
Na portalu X 29 grudnia 2023, dyrektor ds. treści WWE Triple H zwrócił uwagę na plotkę dotyczącą nieokreślonego byłego mistrza WWE pojawiającego się na Day 1. Triple H zasugerował, że fani powinni włączyć transmisję gali, i odmówił potwierdzenia lub zaprzeczenia tej plotce.

## Wyniki walk
| Nr                                 | Wyniki | Stypulacje                                     | Czas  |
| ---------------------------------- | --- | ---------------------------------------------- | ----- |
| 1                                  | Nia Jax pokonała Becky Lynch poprzez pinfall                                                                                | Singles match                                  | 11:50 |
| 2                                  | Kofi Kingston i Jey Uso pokonali Imperium (Giovanniego Vinciego i Ludwiga Kaisera) poprzez zatrzymanie walki przez sędziego | Tag team match                                 | 7:00  |
| 3                                  | The Awesome Truth (R-Truth i The Miz) pokonali The Judgment Day (JD McDonagha i „Dirty” Dominika Mysterio) poprzez pinfall  | Tag team match                                 | 7:30  |
| 4                                  | Rhea Ripley (c) pokonała Ivy Nile poprzez pinfall                                                                           | Singles match o Women’s World Championship     | 13:00 |
| 5                                  | Shayna Baszler i Zoey Stark pokonały Tegan Nox i Natalyę poprzez pinfall                                                    | Tag team match                                 | 5:30  |
| 6                                  | Seth „Freakin” Rollins (c) pokonał Drew McIntyre’a poprzez pinfall                                                          | Singles match o World Heavyweight Championship | 18:05 |
| (c) – mistrz/mistrzyni przed walką | |                                                |       |